# Saël Kumbedi
Saël Kumbedi Nséké (Stains, 26 marzo 2005) è un calciatore francese, difensore dell'Olympique Lione.

## Caratteristiche tecniche
Terzino destro che può essere impiegato anche sulla fascia sinistra, molto veloce e abile nelle proiezioni offensive, è altresì bravo in fase difensiva e nell'uno contro uno. Per le sue caratteristiche, oltre che per il simile percorso di carriera, è stato paragonato a Ferland Mendy.

## Carriera

### Club
Cresciuto nei settori giovanili di Paris Saint-Germain e Le Havre, ha esordito con la prima squadra del club della Normandia il 13 novembre 2021, nella partita di Coppa di Francia vinta per 0-2 contro il Vierzon.
Il 31 agosto 2022 viene acquistato per un milione di euro dall'Olympique Lione, con cui firma un triennale.

### Nazionale
Ha giocato nelle nazionali giovanili francesi Under-17 ed Under-18; con l'Under-17 nel 2022 ha anche vinto gli Europei di categoria, segnando una decisiva doppietta nella finale vinta per 2-1 contro i Paesi Bassi.

## Statistiche

### Presenze e reti nei club
Statistiche aggiornate al 27 aprile 2025.
| Stagione               | Squadra                | Campionato             | Campionato | Campionato | Coppe nazionali | Coppe nazionali | Coppe nazionali | Coppe continentali | Coppe continentali | Coppe continentali | Altre coppe | Altre coppe | Altre coppe | Totale | Totale |
| Stagione               | Squadra                | Comp                   | Pres       | Reti       | Comp            | Pres            | Reti            | Comp               | Pres               | Reti               | Comp        | Pres        | Reti        | Pres   | Reti   |
| ---------------------- | ---------------------- | ---------------------- | ---------- | ---------- | --------------- | --------------- | --------------- | ------------------ | ------------------ | ------------------ | ----------- | ----------- | ----------- | ------ | ------ |
| 2021-2022              | Le Havre               | L2                     | 2          | 0          | CF              | 1               | 0               | -                  | -                  | -                  | -           | -           | -           | 3      | 0      |
| lug.-ago. 2022         | Le Havre               | L2                     | 4          | 0          | CF              | 0               | 0               | -                  | -                  | -                  | -           | -           | -           | 4      | 0      |
| Totale Le Havre        | Totale Le Havre        | Totale Le Havre        | 6          | 0          |                 | 1               | 0               |                    | -                  | -                  |             | -           | -           | 7      | 0      |
| 2022-2023              | Olympique Lione        | L1                     | 20         | 0          | CF              | 3               | 0               | -                  | -                  | -                  | -           | -           | -           | 23     | 0      |
| 2023-2024              | Olympique Lione        | L1                     | 17         | 0          | CF              | 2               | 0               | -                  | -                  | -                  | -           | -           | -           | 19     | 0      |
| 2024-2025              | Olympique Lione        | L1                     | 14         | 0          | CF              | 1               | 0               | UEL                | 4                  | 0                  | -           | -           | -           | 19     | 0      |
| Totale Olympique Lione | Totale Olympique Lione | Totale Olympique Lione | 51         | 0          |                 | 6               | 0               |                    | 4                  | 0                  |             | -           | -           | 61     | 0      |
| Totale carriera        | Totale carriera        | Totale carriera        | 57         | 0          |                 | 7               | 0               |                    | 4                  | 0                  |             | -           | -           | 68     | 0      |